# Финале Купа Мађарске у фудбалу 2016.
Финале Мађарског купа 2016. је одлучило о победнику Мађарског купа 2015/16., 76. сезоне мађарског премијерног фудбалског купа. Утакмица је одиграна 7. маја 2016. године а учесници финалне утакмице су били ФК Ујпешт и ФК Ференцварош. Утакмица је одиграна у Групама арени пред 19.000 гледалаца.

## Пут до финала
| Ујпешт                       | Ујпешт   | Ујпешт                    | Коло               | Ференцварош               | Ференцварош | Ференцварош                |
| ---------------------------- | -------- | ------------------------- | ------------------ | ------------------------- | ----------- | -------------------------- |
| Противник                    | Резултат | Утакмица                  |                    | Противник                 | Резултат    | Утакмица                   |
| ФК Верешшомло (жупанијска I) | 14 : 1   | 14 : 1 гост               | Прво коло (128)    |                           |             |                            |
| ФК Целдемелк (жупанијска I)  | 9 : 0    | 9 : 0 гост                | Друго коло (64)    |                           |             |                            |
| ФК Веленце (жупанијска I)    | 2 : 1    | 2 : 1 гост                | Шеснаестина финала | ФК Нађечед (жупанијска I) | 10 : 0      | 10 : 0 гост                |
| ФК Залаегерсег (НБ II)       | 6 : 1    | 5 : 0 гост; 1 : 1 домаћин | Осмина финала      | ФК Чаквар (НБ II)         | 7 : 5       | 4 : 1 домаћин; 3 : 4 гост; |
| ФК Тисаујварош (НБ III)      | 5 : 2    | 8 : 0 домаћин; 2 : 1 гост | Четвртфинале       | ФК Видеотон (НБ I)        | 2 : 2       | 0 : 1 домаћин; 1 : 2 гост  |
| ФК Бекешчаба (НБ I)          | 3 : 1    | 2 : 0 домаћин; 1 : 1 гост | Полуфинале         | ФК Дебрецин (НБ I)        | 3 : 0       | 3 : 0 домаћин; 0 : 0 гост  |

## Утакмица
Финале је одржано у будимпештанској Групама арени, која је дом Ференцвароша, али је по правилима жреба домаћин био Ујпешт. Ференцварош је боље почео меч, зелено-бели су имали значајну предност у првих пола сата, али се доминација показала само у ситуацијама: на крају првих петнаест минута Адам Пинтер је са 22 метра погодио леву стативу, Даниел Боде је такође имао неколико шанси, одбрана Ујпешта била прилично запослена. Ујпешт је, с друге стране, био безопасан у нападу, осим шута из даљине, голман Ференцвароша Дибус није имао шта да ради у првих 30 минута. У 33. минуту Килијан Азар је тражио замену због лакше повреде, на његово место је дошао Давид Мохл, па је Балаж Балог са позиције левог бека прешао на десну страну везног реда. После измене, Ујпешт се отворио, у последњим минутима полувремена љубичасто-бели су имали нешто већи посед лопте, али нису долазили до значајнијих шанси.
Ујпешт је боље почео друго полувреме него прво, утакмица је била потпуно избалансирана, али су оба тима сматрала да је важније да избегну примљен гол него да значајније ризикују. На крају, Ференцварош је храбрије кренуо у нападе и пробио одбрану Ујпешта у 79. минуту: после очигледно погрешног корнера са десне стране Тамаша Хајнала, резервни играч Габор Ђомбер је главом упутио лопту ка голу, Золтан Гера је добро стигао и он је упутио главом у десну страну гола са 2 метра за вођство (0 : 1). У преосталим минутима Ујпешт је очајнички покушавао да нападне, али није дошао до озбиљне ситуације, Ференцварош је сачувао предност и поред титуле првака мађарске лиге освојио и Куп Мађарске, 22. пут у клупској историји. Чланови два тима су медаље примили од потпредседника МЛС Шандора Берзија и Ференца Студницког, председника Такмичарске комисије МЛС, а потом је Габор Гјомбер, капитен екипе Фрадија, је подигао пехар додељен победнику.
| ФК Ујпешт (НБ I) | 0 : 1 | ФК Ференцварош (НБ I) |
| ---------------- | ----- | --------------------- |
|                  |       | Золтан Гера 79’       |

| Ујпешт | Ференцварош |

| Ујпешт:          |    |                   |           |
|                  |    |                   |           |
| GK               | 1  | Саболч Балајца    |           |
| RB               | 3  | Џонатан Херис     |           |
| B                | 5  | Роберт Литауски   | 25’       |
| B                | 15 | Акош Кечкеш       |           |
| LB               | 8  | Балаж Балог       |           |
| MF               | 18 | Бојан Санковић    |           |
| MF               | 26 | Бенхамин Чеке     |           |
| MF               | 7  | Килијан Хазард    | 63’       |
| MF               | 29 | Енис Барди        | 71’       |
| LF               | 19 | Немања Андрић     | 63’       |
| F                | 9  | Ласло Ленче       |           |
| Резерве:         |    |                   |           |
| GK               | 32 | Золтан Ковач      |           |
| B                | 4  | Давид Калноки Киш |           |
| MF               | 6  | Јожеф Виндекер    |           |
| B                | 13 | Давид Мохл        | 34’       |
| F                | 17 | Виктор Ангелов    |           |
| MF               | 20 | Сулејман Диара    | 73’ 90+2’ |
| F                | 22 | Петер Кабат       | 85’       |
| Тренер:          |    |                   |           |
| Небојша Вигњевић |    |                   |           |

| Ференцварош: |    |                                      |            |
|              |    |                                      |            |
| GK           | 90 | Денеш Дибус                          |            |
| RB           | 66 | Емир Дилавер                         |            |
| B            | 27 | Михаљ Налепа                         | half-time’ |
| B            | 16 | Леандро Марколини Педросо де Алмеида |            |
| LB           | 77 | Кристијан Рамирез                    | 90’        |
| MF           | 20 | Золтан Гера                          | 78’        |
| MF           | 17 | Адам Пинтер                          |            |
| MF           | 15 | Тамаш Хајнал                         |            |
| MF           | 97 | Роланд Варга                         | 88’        |
| F            | 13 | Данијел Беде                         |            |
| LF           | 24 | Роланд Ламах                         | 57’        |
| резерве:     |    |                                      |            |
| GK           | 55 | Левенте Јова                         |            |
| F            | 10 | Андраш Радо                          | half-time’ |
| F            | 11 | Станислав Шестак                     |            |
| MF           | 14 | Доминик Нађ                          |            |
| MF           | 19 | Габор Ђембер                         | 57’ 57’    |
| MF           | 22 | Атила Бушаи]                         |            |
| MF           | 30 | Владан Чукић                         | 88’        |
| Тренер:      |    |                                      |            |
| Томас Дол    |    |                                      |            |